# Piraňa červená
Piraňa červená (také Natterova, obecná, Pygocentrus nattereri) je dravá ryba z čeledi piraňovitých. Vyskytují se pouze v Jižní Americe, od Venezuely po Argentinu. Žijí v mohutných, líně se valících říčních tocích, jako je například Amazonka. Dorůstají délky až 30 cm a váží okolo 3,5 kg.

## Způsob lovu

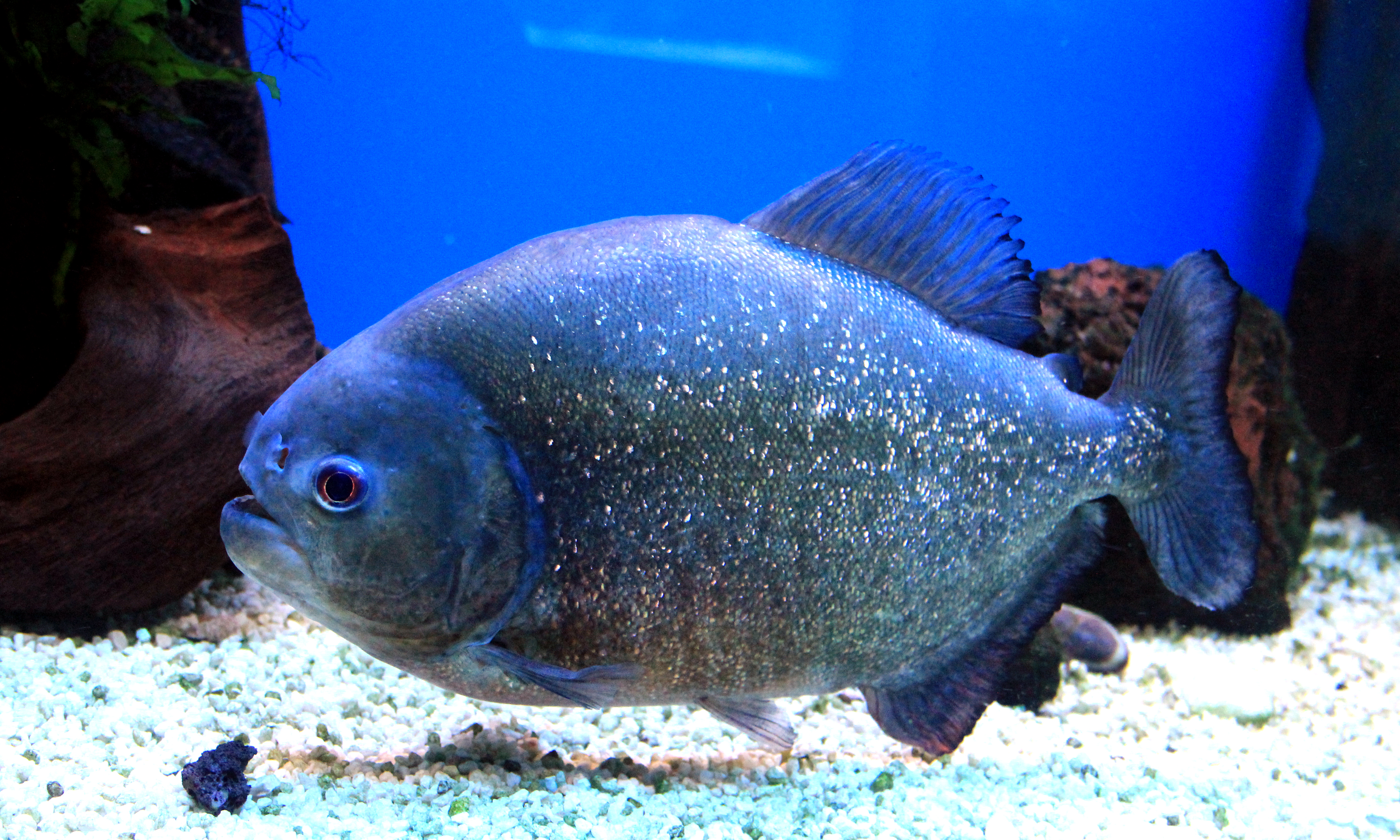
V pražském akváriu „Mořský svět“

Piraňa červená se živí výhradně čerstvým masem. Mladí jedinci se živí hmyzem a drobnými korýši, dospělí loví ptáky, hlodavce, i další savce. Pro člověka je piraňa nebezpečná, jen pokud je nízký stav vody a málo přirozené potravy. Často pak dochází ke kanibalismu. Větší kořist loví v organizovaných hejnech. Piraně nemohou potravu žvýkat, a tak vytrhaná sousta polykají vcelku. Při zakousnutí do kořisti se obrátí vždy na bok, aby lépe odkrojily sousto. U jiných ryb se nejdříve většinou zaměří na ploutve, čímž kořisti znemožní pohyb. Dokáží také v několika minutách ze své oběti strhat všechno maso a nenechají nic než holé kosti.
V zimě 25. prosince 2013 hejno piraní Palometa o velikosti 30 – 40 cm v argentinské řece Paraná napadlo a pokousalo 70 lidí včetně koupajících se dětí, některým byly ukousnuty části prstů. V Brazílii v roce 2015, během období sucha, zranily migrující piraně během jednoho měsíce 50 lidí, z nichž většina byli turisté. V roce 2017 pak několik dalších desítek turistů.

## Rozmnožování
Piraně červené se dobře a vcelku rychle rozmnožují. Samice piraň červených mohou při rozmnožování naklást až 1000 jiker, ty připevňují na kořeny stromů ve vodě. Potěr se vylíhne přibližně za 10 dní, do té doby jsou jikry pečlivě hlídány oběma rodiči. Mladé piraně mají na bocích černé skvrny, ty se postupně ztrácí.

## Ohrožení
Zatím nejsou ohroženy, do budoucna by ale mohly být kvůli kácení pralesů a postupnému znečišťování řek, v kterých žijí. I přes špatnou pověst se stávají obyvateli akvárií, ať v zoo (např. ZOO Zlín, ZOO Plzeň a ZOO Brno), tak soukromých chovatelů.